# Golden (British Columbia)
|                       | Jan   | Feb   | Mär  | Apr  | Mai  | Jun  | Jul  | Aug  | Sep  | Okt  | Nov  | Dez   |   |       |
| Mittl. Tagesmax. (°C) | −5,6  | −0,3  | 6,3  | 13,1 | 18,3 | 21,6 | 24,4 | 24   | 18,1 | 10,1 | 0,8  | −5,1  | ⌀ | 10,5  |
| Mittl. Tagesmin. (°C) | −13,7 | −10,2 | −5,6 | −0,8 | 3,8  | 7,8  | 9,7  | 9    | 4,4  | −0,4 | −5,7 | −11,7 | ⌀ | −1,1  |
|                       |       |       |      |      |      |      |      |      |      |      |      |       |   |       |
| Niederschlag (mm)     | 51,7  | 29    | 21,1 | 22   | 36,2 | 45,7 | 47,7 | 46,7 | 38,7 | 32,5 | 50,9 | 53,1  | Σ | 475,3 |

| −13,7 |

| −10,2 |

| −5,6 |

| −0,8 |

| 3,8 |

| 7,8 |

| 9,7 |

| 9 |

| 4,4 |

| −0,4 |

| −5,7 |

| −11,7 |

| −13,7 |

| −10,2 |

| −5,6 |

| −0,8 |

| 3,8 |

| 7,8 |

| 9,7 |

| 9 |

| 4,4 |

| −0,4 |

| −5,7 |

| −11,7 |

Golden ist ein Ort im südöstlichen British Columbia, Kanada, etwa 262 Straßenkilometer von Calgary, Alberta im Osten und 713 Straßenkilometer von Vancouver im Westen entfernt. Golden liegt im Columbia Valley, im Columbia-Shuswap Regional District und beheimatet eine Zweigstelle des College of the Rockies. In der Sprache der ansässigen First Nation, vom Stamm der Kutenai, heißt die Stadt ʔaknukǂuk.
Der Ort entstand am Zusammenfluss von Columbia River und Kicking Horse River und wird im Westen durch die Purcell Mountain Range sowie den Glacier-Nationalpark flankiert. Im Osten liegen die Rocky Mountains und der Yoho-Nationalpark. In der Nähe befinden sich auch noch der Banff-Nationalpark, der Jasper-Nationalpark und der Kootenay-Nationalpark.

## Geschichte
Ein großer Teil der örtlichen Geschichte ist verbunden mit der Canadian Pacific Railway und der Holzfäller-Industrie. Heutzutage stützt sich der Ort immer noch auf diese beiden Wirtschaftszweige, die Entwicklung des Kicking Horse Resort zusammen mit anderen Betrieben der Freizeitindustrie haben jedoch eine wirtschaftliche Diversifikation im Ort zugelassen. Der Hausberg (Mount 7), südöstlich des Ortes gelegen, ist ein beliebtes Ziel für Paraglider, Hanggleiter und Mountainbiker.
Die Zuerkennung der kommunalen Selbstverwaltung für die Gemeinde erfolgte am 26. Juni 1957 (incorporated als Village Municipality). Seit dem 15. Dezember 1981 hat Golden den Status einer Kleinstadt (Town).

## Demographie
Der Zensus im Jahr 2016 ergab für die Gemeinde eine Bevölkerungszahl von 3.708 Einwohnern, nachdem der Zensus im Jahr 2011 für die Gemeinde noch eine Bevölkerungszahl von 3.701 Einwohnern ergab. Die Bevölkerung hat dabei im Vergleich zum letzten Zensus im Jahr 2011 um 0,2 % zugenommen, während die Bevölkerung in der Provinz British Columbia gleichzeitig um 5,6 % anwuchs. Im Zensuszeitraum 2006 bis 2011 hatte die Einwohnerzahl noch um 2,9 % abgenommen und im Provinzdurchschnitt um 7,0 % zugenommen.

## Verkehr
Durch Golden führt der Highway 1 (Trans-Canada Highway). Hier befindet sich der Endpunkt des Highway 95, der den Ort mit den Vereinigten Staaten und dem restlichen Gebiet der East-Kootenay-Region und der Stadt Cranbrook verbindet.
Am südlichen Stadtrand von Golden befindet sich der örtliche Flugplatz (IATA-Flughafencode: -, ICAO-Code: CYGE, Transport Canada Identifier: -). Der Flugplatz verfügt nur über eine kurze asphaltierte Start- und Landebahn von 1.380 Meter Länge.

## Persönlichkeiten

### Söhne und Töchter der Gemeinde
- Dillon Dubé (* 1998), Eishockeyspieler
- Marina Endicott (* 1958), Schriftstellerin
- Hubert Gabrielse (1926–2024), Geologe
- Curtis McKenzie (* 1991), Eishockeyspieler
- Patricia Owens (* 1925; † 2000), Schauspielerin
- Sara Renner (* 1976), Skilangläuferin

## Trivia

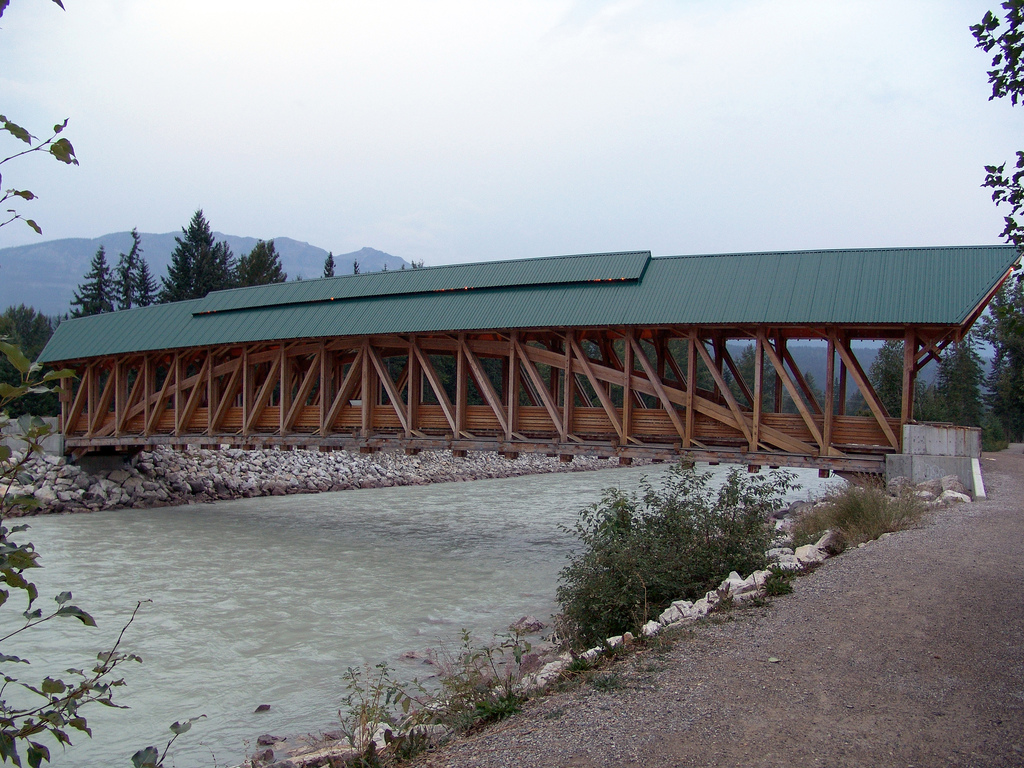
Kicking Horse Pedestrian Bridge

Die Kicking-Horse-Fußgängerbrücke ist die längste freigespannte Timberframe-Brücke in Kanada, entstanden als ein Gemeindeprojekt der Timber Framers Guild und Freiwilligen aus dem Ort Golden, die von durchreisenden Zimmerleuten und Timberframern aus Kanada, den Vereinigten Staaten und Europa unterstützt wurden.